# Agapetus sexipalpus
Agapetus sexipalpus är en nattsländeart som beskrevs av Jacquemart och Statzner 1981. Agapetus sexipalpus ingår i släktet Agapetus och familjen stenhusnattsländor. Inga underarter finns listade i Catalogue of Life.